# Altur
Altur Slatina este o companie producătoare de piese auto din România.
Este specializată în producerea pistoanelor auto, a seturilor motor și a pieselor turnate din aluminiu pentru industria auto.
A fost înființată în anul 1979, iar în anul 1991 a fost transformată în societate pe acțiuni sub denumirea de Altur SA.
Mecanica Rotes este acționarul principal al companiei, cu 28,15% din acțiuni, Celule Electrice controlează 14,84% (ambele deținute de omul de afaceri Cătălin Chelu), în timp ce Revan Com deține 9,71% din capitalul Altur.
Acțiunile companiei se tranzacționează la categoria a doua a Bursei de Valori București, sub simbolul ALT.
Cifra de afaceri:
- 2010: 115,6 milioane lei[5]
- 2009: 84,8 milioane lei[5]
- 2007: 97,5 milioane lei[6]